# نیره توحیدی
نیره اصفهانی توحیدی (متولد ۱۹۵۱) استاد دانشگاه، محقق و مدیر دانشگاهی ایرانی الاصل آمریکایی است. توحیدی استاد بازنشسته و رئیس سابق مطالعات جنسیت و زنان و مدیر مؤسس مطالعات خاورمیانه و اسلامی (از سال ۲۰۱۱ تا ۲۰۲۱) در دانشگاه ایالتی کالیفرنیا در نورتریج است.
او همچنین دانشیار پژوهشیِ مرکز مطالعات خاور نزدیک دانشگاه کالیفرنیا، لس آنجلس (UCLA) است، و از سال ۲۰۰۳ در این دانشگاه، مجموعه سخنرانی‌های دوزبانه دربارهٔ ایران را هماهنگ کرده است. آثار او متمرکز بر زمینه‌های جنسیت، اسلام، فمینیسم، مدرنیته و دموکراسی، قومیت و جنبش‌های قومی-مذهبی؛ و حقوق بشر و زنان در جوامع ایرانی و ترکی خاورمیانه، قفقاز و آسیای مرکزی است.